# Bundeswahlkreis Wakefield
Koordinaten: 34° 15′ S, 138° 37′ O

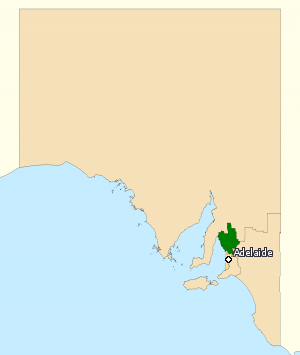
Lage des Wahlkreises in South Australia.

Der Bundeswahlkreis Wakefield war ein Wahlkreis (englisch electoral division) für die Wahl eines Abgeordneten des australischen Repräsentantenhauses. Der Wahlkreis wurde 1903 gegründet und lag nördlich von Adelaide. Er erstreckte sich von Salisbury, einem Stadtteil von Adelaide, bis nach Clare. Auch die Nordostküste des Gulf Saint Vincent bis Port Wakefield gehörte zum Wahlkreis. 2019 wurde der Wahlkreis aufgehoben.
Bei der letzten Wahl gewann Nicholas David Champion (* 1972) von der Australian Labor Party. Am 18. Mai 2019 wurde er Abgeordneter des neu gegründeten Wahlkreises Spence, der einen Teil des Gebietes von Wakefield abdeckt.

## Abgeordnete
| Name                 | Partei                         | Amtszeiten |
| -------------------- | ------------------------------ | ---------- |
| Frederick Holder     | parteilos                      | 1903–1909  |
| Richard Witty Foster | Commonwealth Liberal Party     | 1909–1916  |
| Richard Witty Foster | Nationalist Party of Australia | 1916–1922  |
| Richard Witty Foster | Liberal Union                  | 1922–1925  |
| Richard Witty Foster | Nationalist Party of Australia | 1925–1928  |
| Maurice Collins      | Country Party of Australia     | 1928–1929  |
| Charles Hawker       | Nationalist Party of Australia | 1929–1931  |
| Charles Hawker       | United Australia Party         | 1931–1938  |
| Sydney McHugh        | Australian Labor Party         | 1938–1940  |
| Jack Duncan-Hughes   | United Australia Party         | 1940–1943  |
| Albert Smith         | Australian Labor Party         | 1943–1946  |
| Philip McBride       | Liberal Party of Australia     | 1946–1958  |
| Bert Kelly           | Liberal Party of Australia     | 1958–1977  |
| Geoffrey Giles       | Liberal Party of Australia     | 1977–1983  |
| Neil Andrew          | Liberal Party of Australia     | 1983–2004  |
| David Fawcett        | Liberal Party of Australia     | 2004–2007  |
| Nick Champion        | Australian Labor Party         | 2007–2019  |